# Begraafplaats van Béthune (Noord)
De Begraafplaats van Béthune (Noord) (Frans: Béthune Cimetière nord) is een gemeentelijke begraafplaats in de Franse stad Béthune in het departement Pas-de-Calais. De begraafplaats ligt aan de Place du Général de Gaulle op 750 m ten noorden van het stadscentrum (Grand Place). Deze uitgestrekte begraafplaats heeft een langwerpige vorm en wordt omgeven door een bakstenen muur. De brede toegang bestaat uit een tweedelig traliehek tussen bakstenen zuilen geflankeerd door traliewerk op natuurstenen sokkels. Het terrein is verdeeld in regelmatige rechthoekige percelen gescheiden door rechte paden.
Tegen de zuidoostelijke muur staat een gedenkzuil voor de gesneuvelde garnizoenssoldaten uit de Eerste Wereldoorlog en een gedenkplaat voor de burgerlijke slachtoffers uit dezelfde oorlog. Vlak bij de ingang staat een gedenkteken voor de 350 gedeporteerden die op 30 maart 1945 werden vermoord in het Rombergpark in Dortmund.
Er bevinden zich talrijke monumentale graftombes van plaatselijke personaliteiten.

## Militaire graven

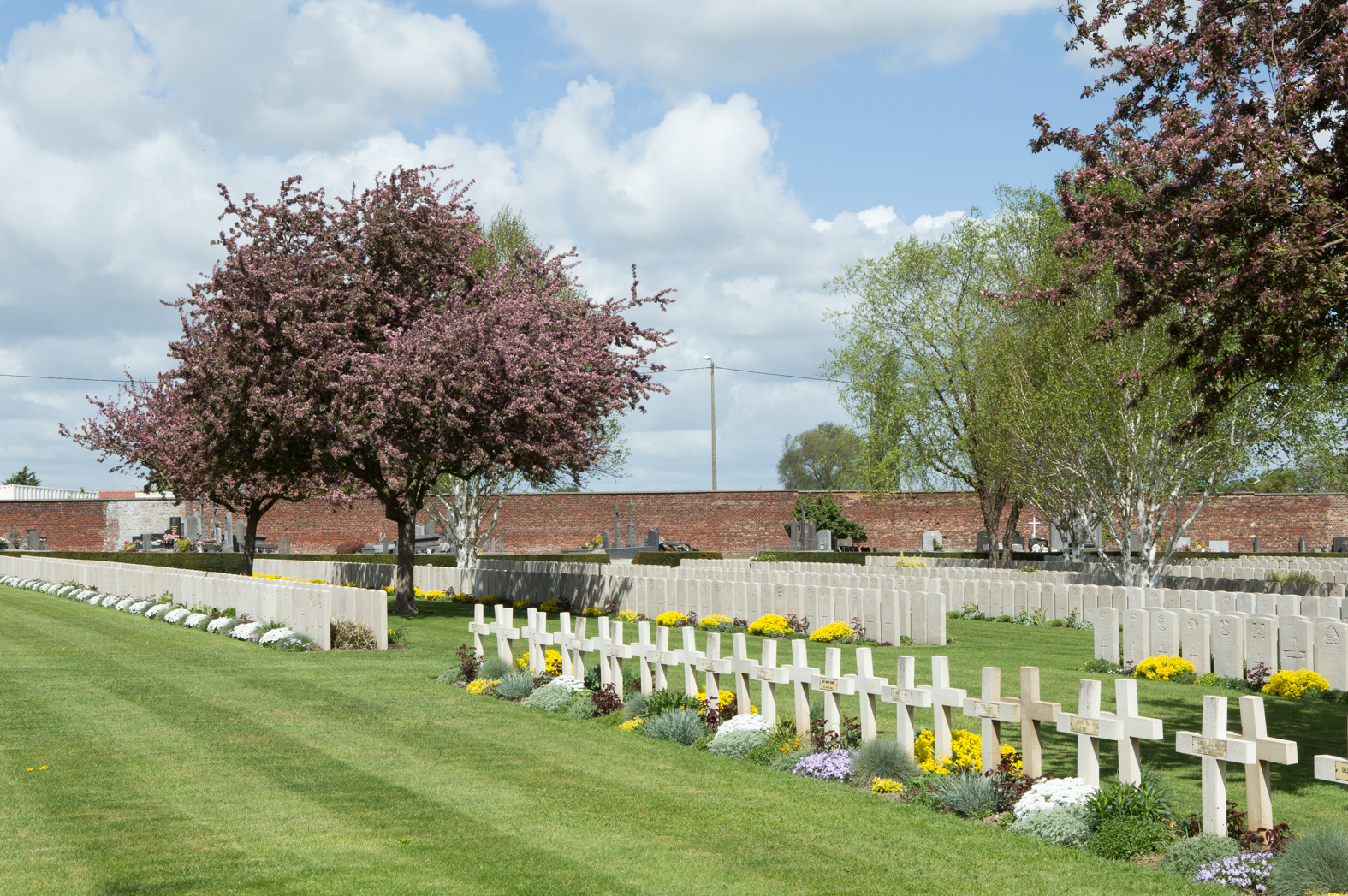
Franse graven

Er liggen 3.250 doden begraven. Daarbij zijn 140 graven van Franse en 87 van Duitse gesneuvelden uit de Eerste Wereldoorlog. De graven, ook de Franse en Duitse, staan rug aan rug opgesteld in lange rijen. Achteraan de begraafplaats liggen twee perken met meer dan 100 Franse militairen en burgers die omkwamen tijdens de Tweede Wereldoorlog. Vooraleer men de Britse begraafplaats bereikt vindt men rechts van het hoofdpad op de burgerlijke begraafplaats een klein perk met 106 Britse graven.

## Bethune Town Cemetery
Bethune Town Cemetery is een Britse militaire begraafplaats met gesneuvelde militairen uit de beide wereldoorlogen. Ze ligt binnen de muren van de burgerlijke begraafplaats in het noordoostelijke deel. Deze Britse sectie werd ontworpen door Edwin Lutyens. Het terrein heeft een onregelmatig grondplan en wordt door een haag gescheiden van de burgerlijke begraafplaats. Het Cross of Sacrifice en de Stone of Remembrance staan centraal opgesteld samen met een groot schuilgebouw. Dit schuilgebouw is rondom open met een bovenbouw in baksteen, versierd met drie boogvormen en steunend op ronde pilaren, dit alles onder een schilddak.

### Geschiedenis
Gedurende een groot deel van de Eerste Wereldoorlog was Béthune relatief vrij van vijandelijke bombardementen. Het was een belangrijk spoorweg- en ziekenhuiscentrum, evenals een korps en divisiehoofdkwartier. Het 33th Casualty Clearing Station was tot december 1917 in de stad gelegerd. Begin 1918 begon de stad te lijden onder constant granaatvuur en in april 1918 bereikten de Duitse troepen Locon dat vijf kilometer noordelijker lag. Pas in oktober werd de druk op de stad minder maar deze was toen reeds zwaar beschadigd.
De grote meerderheid van de hier begraven soldaten waren afkomstig uit de verschillende ziekenhuizen in de omgeving, vandaar de regelmatige en rechtlijnige opstelling van de graven en het kleine aantal niet geïdentificeerde doden. Er liggen 3.088 Commonwealth-gesneuvelden waarvan 3.069 uit de Eerste- en 19 uit de Tweede Wereldoorlog. Onder de geïdentificeerde doden zijn er 2.938 Britten, 57 Canadezen en 25 Indiërs. Er liggen ook 87 Duitsers (waaronder 38 niet geïdentificeerde) en 140 Fransen.
De begraafplaats wordt onderhouden door de Commonwealth War Graves Commission.

### Graven
- Willie Dionne was soldaat bij Le Regiment de la Chaudiere, een Canadees regiment met Franstalige militairen.
- Sydney Fraser McAlpine Cesari, kapitein bij het Royal Army Medical Corps ligt onder een private grafzerk die werd geschonken door de officieren van de 6th Field Ambulance.

#### Onderscheiden militairen
- Frank Alexander De Pass, luitenant bij het 34th Prince Albert Victor's Own Poona Horse werd onderscheiden met het Victoria Cross (VC).
- Godfrey Estcourt Matthews, brigade-generaal bij General Staff werd onderscheiden met de Orde van het Bad en de Orde van Sint-Michaël en Sint-George (CB, CMG).
- Robert Jeffray Douglas, luitenant-kolonel bij het 5th Bn. Cameronians (Scottish Rifles) werd onderscheiden met de Orde van Sint-Michaël en Sint-George en de Territorial Decoration (CMG, TD).
- Hugh Hill, majoor bij de General Staff werd onderscheiden met de Distinguished Service Order en de Koninklijke Orde van Victoria (DSO, MVO).
- lord Alexander George Thynne, luitenant-kolonel bij het Wiltshire Regiment werd onderscheiden met de Distinguished Service Order en het Croix de guerre (Frankrijk) (DSO).
- luitenant-kolonel David Brynmor Chiles-Evans, de majoors Edward Basil Blogg en Edward Hawtin Phillips en luitenant Charles Melville Cottrell-Dormer werden onderscheiden met de Distinguished Service Order (DSO).
- George Colborne Nugent, brigade-generaal bij de General Staff, Grenadier Guards en Irish Guards werd onderscheiden met Koninklijke Orde van Victoria (MVO).
- Alexander Brook, luitenant-kolonel bij het 8th Bn. Royal Scots werd onderscheiden met de Volunteer Officers' Decoration (VD).
- veertien officieren werden onderscheiden met het Military Cross (MC).
- veertien militairen werden onderscheiden met Distinguished Conduct Medal (DCM) waaronder sergeant Bert Brown ook met de Military Medal (DCM, MM).
- dertien militairen werden onderscheiden met de Military Medal (MM).

#### Minderjarige militairen
- H.W. York, soldaat bij het 10th Bn. Cameronians (Scottish Rifles) was slechts 15 jaar toen hij op 15 mei 1916 sneuvelde.
- Alfred J. Trussler, Horace V. Bowden, W. Collins, Frank Downard, Bertam H. Fowler, D. Gannon, John Reid en Thomas Sanderson waren slechts 16 jaar toen ze sneuvelden.
- daarnaast zijn er nog 22 militairen die pas 17 jaar waren toen ze sneuvelden.

#### Gefusilleerde militairen
- de soldaten R. Morgan en William Price werden wegens moord gefusilleerd op 15 februari 1915.
- soldaat Ernest Bryant werd wegens desertie gefusilleerd op 27 oktober 1917.[3]

#### Aliassen
Tien militairen dienden onder een alias.
- korporaal Henry Hall als Francis Stott bij de Royal Dublin Fusiliers.
- soldaat Frederick Booth als F. Berry bij de Duke of Cornwall's Light Infantry.
- soldaat Joseph McAlear als J. Burns bij de Cameronians (Scottish Rifles).
- soldaat James Grange als James Ford bij het Manchester Regiment.
- soldaat George Reid als A. Leary bij de The Queen's (Royal West Surrey Regiment).
- soldaat Bertram Nind als B. Hines bij het Gloucestershire Regiment.
- soldaat Frank Hudson als H. Heath bij het Essex Regiment.
- soldaat Maurice Ellis als A. Brown bij de Royal Scots.
- soldaat Stanslaus Cahill als John Matthews bij de Connaught Rangers.
- soldaat Lewis Furborough als G. Waring bij het Leicestershire Regiment.

## Burgerlijke begraafplaats
Op de burgerlijke begraafplaats liggen de graven van enkele bekende inwoners van Béthune:
- Charles Dellisse-Engrand (1811-1880), industrieel en politicus
- Aristide Delannoy (1874-1911), perstekenaar